# Малий (крапчастий) вулканізм

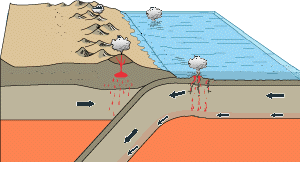
Схематичне зображення зони субдукції Андського типу з субаеральним вулканізмом на верхній плиті та підводним вулканізмом Малої плями (Petit Spot, малий вулканізм) на нижній плиті

Малий (крапчастий) вулканізм (англ. Petit Spot — дослівно «Мала пляма») — це назва форми вулканізму, яка була невідома до початку 21 століття і відносно тісно пов'язана із зонами субдукції. Однак вулканічна активність, яка створює лише відносно невеликі вулканічні структури, відбувається не в межах зони субдукції та не на верхній плиті, а поза зоною субдукції на нижній плиті, тобто на субдукційній літосферній плиті.

## Відкриття
Вулкани Petit Spot були вперше описані в 2001 році групою японських геологів під керівництвом Наото Хірано, використовуючи геологічно дуже молоді зразки базальту, зібрані в певному місці на верхньому східному схилі Японського жолоба (♁39°23′ N, 144°16′) на глибині приблизно 7350 метрів. Це було дуже дивно, оскільки підводні гори в цьому районі Тихого океану, які були відомі до того часу, мали понад 100 мільйонів років (нижня крейда), і жодної активної гарячої точки в цьому районі не було відомо. У результаті подальшого дослідження та взяття зразків цього регіону Хірано та його колеги опублікували статтю у відомому науковому журналі Science у 2006 році, в якій вони ввели термін petit spot для цього явища. Тим часом, дрібні крапчасті вулкани також були виявлені в жолобах: Тонга та Перуансько-Чилійський жолоб.

## Інтернет-ресурси
- Spurensuche im Gestein: Wie Petit Spots entstehen Artikel auf scinexx.de